# Stampede (album Hellyeah)
Stampede – drugi album studyjny amerykańskiego zespołu muzycznego Hellyeah. Wydawnictwo ukazało się 13 lipca 2010 roku nakładem wytwórni muzycznej Epic Records.

## Lista utworów
| Nr  | Tytuł utworu            | Długość |
| --- | ----------------------- | ------- |
| 1.  | „Cowboy Way”            | 3:45    |
| 2.  | „Debt That All Men Pay” | 3:09    |
| 3.  | „Hell Of A Time”        | 3:40    |
| 4.  | „Stampede”              | 3:07    |
| 5.  | „Better Man”            | 4:31    |
| 6.  | „It’s On!”              | 3:44    |
| 7.  | „Pole Rider”            | 3:21    |
| 8.  | „Cold As A Stone”       | 3:28    |
| 9.  | „Stand Or Walk Away”    | 4:49    |
| 10. | „Alive And Well”        | 3:17    |
| 11. | „Order The Sun”         | 4:23    |
|     |                         | 41:14   |

## Twórcy albumu
- Chad Gray – wokal
- Greg Tribbett – gitara
- Bob Zilla – gitara basowa
- Vinnie Paul – perkusja
- Sterling Winfield - produkcja

## Listy sprzedaży
| Lista                           | Kraj              | Pozycja |
| ------------------------------- | ----------------- | ------- |
| Australian Charts               | Australia         | 42      |
| Oricon                          | Japonia           | 286     |
| Greek Charts                    | Grecja            | 8       |
| Billboard 200. Hard Rock albums | Stany Zjednoczone | 2       |
| Billboard 200. Rock albums      | Stany Zjednoczone | 3       |
| Billboard 200                   | Stany Zjednoczone | 8       |